# Воля-Радловська
Воля-Радловська (пол. Wola Radłowska) — село в Польщі, у гміні Радлув Тарновського повіту Малопольського воєводства.
Населення — 1269 осіб (2011).
У 1975-1998 роках село належало до Тарновського воєводства.

## Демографія
Демографічна структура станом на 31 березня 2011 року:
|          | Загалом | Допрацездатний вік | Працездатний вік | Постпрацездатний вік |
| -------- | ------- | ------------------ | ---------------- | -------------------- |
| Чоловіки | 629     | 145                | 420              | 64                   |
| Жінки    | 640     | 130                | 370              | 140                  |
| Разом    | 1269    | 275                | 790              | 204                  |